# 藤原宗子 (藤原宗通女)
藤原 宗子（ふじわら の そうし/むねこ、嘉保2年〈1095年〉 - 久寿2年9月15日〈1155年10月12日〉）は、平安時代末期の女性。権大納言藤原宗通の女。関白藤原忠通の正室。崇徳天皇の中宮皇嘉門院聖子の生母。通称は法性寺北政所。

## 経歴
嘉保2年（1095年）に藤原宗通の娘として生まれる。宗通の姉全子は宗子の夫となる忠通の祖母にあたる。
元永元年10月26日（1118年12月10日）に、忠通との婚儀が行われる（『殿暦』）。保安2年（1121年）に娘・聖子を儲ける
大治5年（1130年）の正月に崇徳天皇の女御であった聖子の許に祗候した際に従三位の位階と輦車宣旨を与えられ、4月には従二位に進む。時期は不明であるが、その後に従一位に叙され、久安5年10月16日（1149年11月17日）には准三宮とされて年官年爵などを受けた。
仁平元年（1151年）、法性寺の山荘にて出家、久寿2年（1155年）に亡くなっているが、聖子が毎年9月15日に母の法要を行っていることからこの日が忌日と考えられている。

## 備考
『今鏡』（「ふぢなみ」中巻「浜千鳥」章）には、忠通の妾腹の男子である恵信と覚忠が寺に入れられて出家させられたのはあたかも宗子の嫉妬によるものであったと記されているが、歴史学者の樋口健太郎によれば、恵信と覚忠は正室である宗子との婚儀の前に生まれた子供であり、正式な婚姻をしていないのに子供を儲けたことを忠通が憚って出家させたもので、宗子の嫉妬を原因とする『今鏡』の記述は根拠のない濡れ衣であるとしている。